# Martin Rötting
Martin Rötting (* 1970) ist ein deutscher Religionspädagoge und Religionswissenschaftler.

## Leben
Er absolvierte ein Studium der Religionspädagogik in München und der Ökumene und des interreligiösen Dialogs in Dublin und promovierte in Religionswissenschaft an der Ludwig-Maximilians-Universität München.
Er arbeitete als katholischer Religionslehrer, Auslandsseelsorger und Gemeindereferent. Nach Studienaufenthalten in Südkorea beschäftigt er sich mit dem interreligiösen Dialog. Er ist Mitgründer und Vorstandsvorsitzender des Instituts OCCURSO für interreligiöse und interkulturelle Begegnung.
Seit 2018 ist er Professor für Religious Studies an der Paris-Lodron-Universität Salzburg.

## Veröffentlichungen
- Berge sind Berge, Flüsse sind Flüsse. EOS, St. Ottilien 2001, ISBN 3-8306-7070-2.
- Interreligiöses Lernen im buddhistisch-christlichen Dialog. Dissertation. Universität München 2007. EOS, St. Ottilien 2007, ISBN 978-3-8306-7281-4.
- Interreligiöse Spiritualität. EOS, St. Ottilien 2008, ISBN 978-3-8306-7331-6.
- Treffpunkt Weltreligion. Don Bosco, München 2010, ISBN 978-3-7698-1802-4.